# Tropinota bleusei
Tropinota bleusei är en skalbaggsart som beskrevs av Ernest Marie Louis Bedel 1896. Tropinota bleusei ingår i släktet Tropinota och familjen Cetoniidae. Inga underarter finns listade i Catalogue of Life.